# So Long, and Thanks for All the Fish
So Long, and Thanks for All the Fish è un singolo del gruppo musicale statunitense A Perfect Circle, pubblicato il 15 aprile 2018 come terzo estratto dal quarto album in studio Eat the Elephant.

## Descrizione
Originariamente composto da Billy Howerdel per il suo progetto solita Ashes Divide, il brano è stato ripreso insieme al frontman Maynard James Keenan traendo ispirazione dalla «natura sarcastica» del brano It's the End of the World as We Know It (And I Feel Fine) dei R.E.M..
Il titolo è un riferimento all'omonimo romanzo di fantascienza di Douglas Adams, quarto della serie Guida galattica per gli autostoppisti, e di questo ricorda il tono marcatamente sardonico. In antitesi con le sonorità molto allegre, il testo del brano affronta la morte di diversi personaggi della musica e dello spettacolo avvenute nel 2016. In particolare vengono citati David Bowie (come Major Tom), Prince, Gene Wilder (come Willy Wonka), Carrie Fisher (come Leila Organa) e Muhammad Ali.
Il 23 novembre 2018, in occasione dell'annuale Record Store Day, il gruppo ha pubblicato il singolo in un'edizione limitata in vinile avente come lato b una cover di Dog Eat Dog degli AC/DC condivisa in anteprima su YouTube il 21 aprile precedente.

## Video musicale
In concomitanza con il lancio del singolo è stato diffuso sul canale YouTube del gruppo un visualizer che alterna fotogrammi di delfini. L'8 novembre è stato poi pubblicato un video, diretto da Kyle Cogan e girato in bianco e nero, ambientato in un tipico paesaggio anni cinquanta che nel finale viene raso al suolo da un'esplosione nucleare.

## Tracce
Testi e musiche di Billy Howerdel e Maynard James Keenan, eccetto dove indicato.
Download digitale, streaming
1. So Long, and Thanks for All the Fish – 4:26

7" (Europa, Stati Uniti)
- Lato A

1. So Long, and Thanks for All the Fish – 4:26

- Lato B

1. Dog Eat Dog – 2:56 (Angus Young, Bon Scott, Malcolm Young) – originariamente interpretata dagli AC/DC

## Formazione
Hanno partecipato alle registrazioni, secondo le note di copertina di Eat the Elephant:
Gruppo
- Maynard James Keenan – voce
- Billy Howerdel – strumentazione

Altri musicisti
- The APC Drum Orchestra – batteria orchestrale
  - Jeff Friedl
  - Matt Chamberlain
  - Isaac Carpenter
  - Dave Sardy – arrangiamento strumenti ad arco

Produzione
- Dave Sardy – produzione, missaggio
- Billy Howerdel – produzione, ingegneria del suono aggiuntiva
- Maynard James Keenan – produzione
- Stephen Marcussen – mastering
- Jim Monti – ingegneria del suono
- Cameron Barton – ingegneria del suono secondaria, ingegneria del suono aggiuntiva
- Mat Mitchell – ingegneria parti vocali
- Smiley Sean – ingegneria del suono aggiuntiva
- Justin McGrath – ingegneria del suono aggiuntiva
- Jeremy Tomlinson – assistenza tecnica
- Geoff Neal – assistenza tecnica
- Zack Zajdel – assistenza tecnica

## Classifiche
| Classifica (2018)                | Posizione massima |
| -------------------------------- | ----------------- |
| Stati Uniti (rock & alternative) | 43                |